# Pallina (giocoleria)

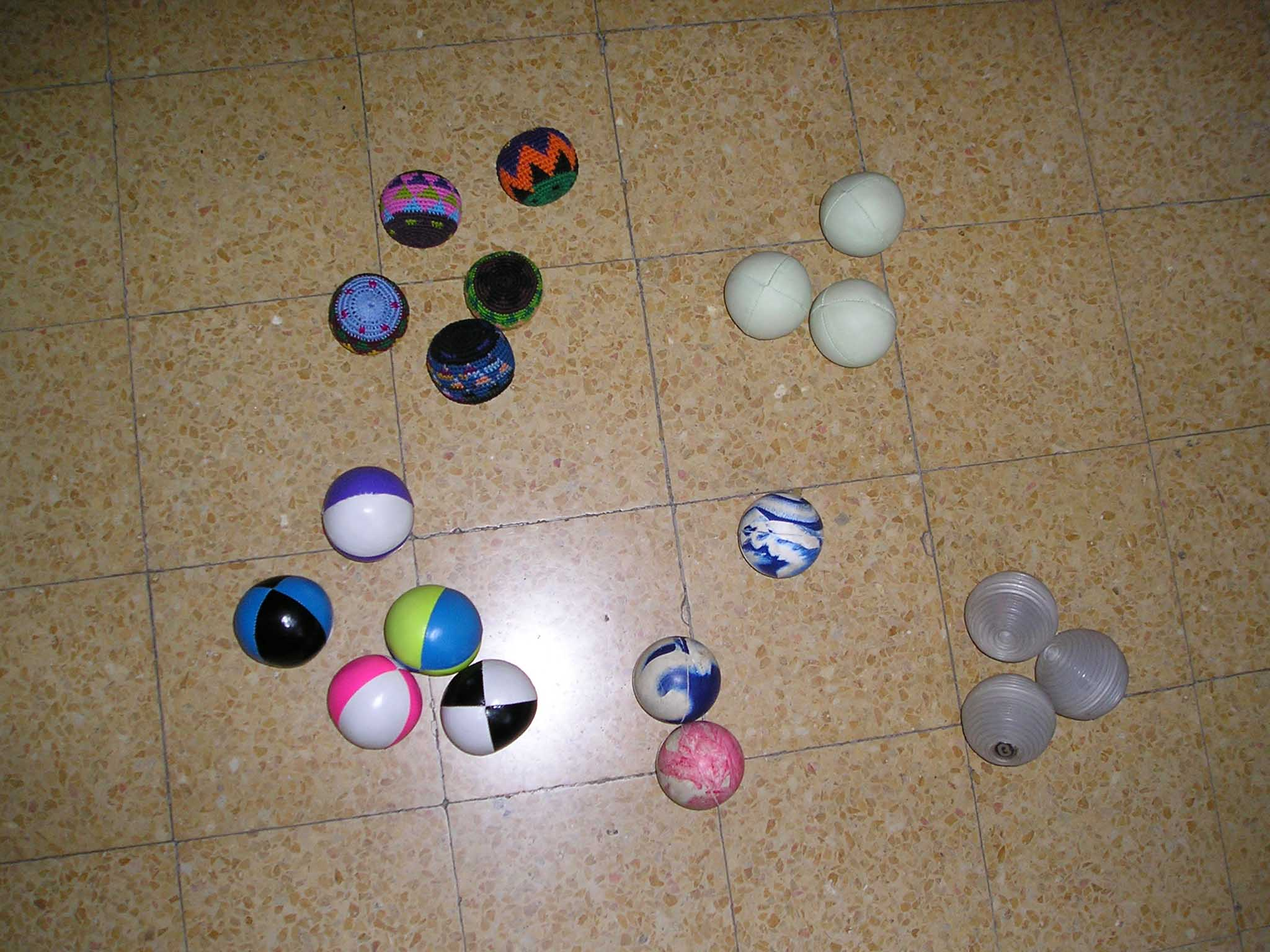
vari tipi di palline da giocoleria

La pallina da giocoliere non ha dimensione, materiale, forma standard. Ne esistono di innumerevoli tipi e modelli, forme e colori, ciascuno studiato appositamente per la specialità scelta o creata dal giocoliere.

## Toss juggling
Le palline usate per il toss juggling, cioè il classico lancio degli oggetti in aria, si dividono principalmente in due tipologie, le beanbags e le stage.
Le beanbags, letteralmente “sacchetti di fagioli”, consistono, come dice il nome stesso, in pacchettini di stoffa, pelle o affini, di forma sferica o ovale riempiti di sabbia o semi. La loro natura rende le prese molto più semplici in quanto deformabili, anche se questa caratteristica può intaccare l'estetica dello spettacolo.
Le stage invece sono palle rigide in gomma o materiale plastico indeformabili, più complicate da afferrare, in particolare con un numero elevato di oggetti o quando si lanciano più oggetti alla volta (multiplex).
Esistono in commercio anche delle palle semirigide, cioè delle palline riempite come delle beanbags con semi, sabbia o silicone liquido, ma indeformabili.

## Palline luminose
Per particolari giochi di luce sono nate anche le palline luminose funzionanti mediante led solitamente ad alta visibilità, alimentati da batterie intercambiabili o ricaricabili mediante trasformatore.
Alcuni modelli permettono la programmazione della sequenza di luce che si vuole utilizzare mediante un software in dotazione.

## Palline infuocate
Un'altra particolarità è l'applicazione del fuoco alle palline. Esistono due categorie di palline infuocabili, quelle utilizzabili solo con l'uso di guanti e quelle utilizzabili anche senza il ricorso a guanti protettivi.
Le prime hanno la consistenza di stage, ma sono ricoperte da tessuto non infiammabile, solitamente kevlar, una fibra artificiale particolarmente resistente usata anche nella fabbricazione dei giubbotti antiproiettile, che andrà poi imbevuto nel combustibile. I guanti, anch'essi in kevlar, sono necessari poiché il fuoco riveste l'intera superficie della palla.
Quelle utilizzabili senza guanti sono delle particolari palline formate da una gabbia di materiale non infiammabile e con una conducibilità termica molto bassa, cava all'interno, in cui si inserisce un serbatoio cilindrico mobile rivestito di kevlar. Questo cilindretto mobile permette al giocoliere di non usare protezioni, e quindi aumentare la spettacolarità del suo numero, in quanto il fuoco si svilupperà sempre verso l'alto e la mano non entrerà mai in contatto con esso.

## Bouncing
Per il bounce juggling, o bouncing, ossia il lancio degli oggetti a terra, si utilizzano delle particolari palle rimbalzanti caratterizzate da un indice di rimbalzo espresso in percentuale. Solitamente sono prodotte in gomma o in silicone.

## Palline da ping pong
Palline da ping pong o comunque di piccole dimensioni vengono usate per la particolare branca della giocoleria orale, in cui il mezzo di propulsione per le palline è proprio la bocca.

## Contact juggling
Lasciando la giocoleria da lancio ed entrando nella categoria del contact, che racchiude manipolazione e bodyrolling, in cui le palle non vengono lanciate ma scivolano sul corpo, possiamo trovare le sfere traslucide in acrilico o policarbonato, che le rendono particolarmente resistenti e spettacolari.
L'acrilico riduce anche l'attrito tra le sfere e la pelle, agevolando in particolare l'utilizzo di più oggetti.
Possono anche essere usate delle stage, anche se non essendo lisce come le acriliche provocano più attrito, e sono indicate principalmente per principianti o per allenamento.
La caratteristica principale che deve avere una palla da contact, sia essa uno stage o un'acrilica, consiste nell'avere il baricentro coincidente col centro della sfera, poiché permette una maggior stabilità e un maggior controllo.